# Malu Mader
Maria de Lourdes da Silveira Mäder, mais conhecida como Malu Mader (Rio de Janeiro, 12 de setembro de 1966), é uma atriz brasileira. Tendo protagonizado diversas telenovelas, tornou-se uma das atrizes mais populares do país. Ela recebeu vários prêmios ao longo de sua carreira, incluindo o prêmio de Melhor Atriz Coadjuvante pelo Brazilian Film Festival of Miami, e o de Melhor Atriz pelo Melhores do Ano, além de ter recebido indicações para dois prêmios Grande Otelo, um Prêmio Guarani e três Troféus Imprensa.
Mader estudou teatro no renomado Teatro Tablado ainda na década de 1980. Fez sua estreia profissional atuando na peça Os Doze Trabalhos de Hércules, chamando atenção por sua interpretação. No ano seguinte foi convidada para atuar na televisão, estreando na novela Eu Prometo (1983). Logo passou a receber mais convites, atuando em várias outras produções. Em 1985 recebeu um papel de muito destaque em Ti Ti Ti, pelo qual recebeu sua primeira indicação ao Troféu Imprensa de melhor atriz. Em 1986 conquistou sua primeira protagonista na minissérie Anos Dourados. Desde então, passou a protagonizar várias novelas, ganhando muita repercussão em todo país, sobretudo em produções de autoria de Gilberto Braga.
Em 1988, pela primeira vez, foi protagonista de uma novela, em Fera Radical. Em 1989 se destacou como a modelo Duda na novela Top Model. Em 1991 protagonizou o drama do horário nobre O Dono do Mundo, sendo indicada novamente ao Troféu Imprensa de melhor atriz. Seguiu tendo muita repercussão em seus trabalhos, como a minissérie Anos Rebeldes (1992), a novela O Mapa da Mina (1993) e o seriado A Justiceira (1997). Voltou a protagonizar uma novela em 1999, em Força de um Desejo, como a heroína Ester, a qual foi um sucesso, lhe rendendo a terceira indicação ao Troféu Imprensa de melhor atriz e ao Melhores do Ano de Melhor Atriz. No cinema, ela teve destaque no filme de drama O Invasor, pelo qual foi indicada ao Grande Otelo de Melhor Atriz Coadjuvante. Já pelo trabalho no filme de suspense Bellini e a Esfinge, ela foi eleita melhor atriz coadjuvante pelo Brazilian Film Festival of Miami e foi indicada ao Prêmio Guarani de Melhor Atriz Coadjuvante.
Em 2003 recebeu uma protagonista no horário nobre em homenagem aos seus vinte anos de carreira, como Maria Clara na novela Celebridade, um de seus trabalhos mais memoráveis. Ela também realiza trabalhos de direção, estreando no documentário Contratempo (2008), pelo qual recebeu o prêmio de melhor documentário no Los Angeles Brazilian Film Festival. Nos anos recentes, reduziu seus trabalhos na televisão, mas ainda se destacou como a sua primeira vilã Eva O'Brian em Eterna Magia, além das novelas Ti Ti Ti (2010), Sangue Bom (2013) e Haja Coração (2016). Em 2020 foi elogiada pela atuação no filme de drama Boca de Ouro, que lhe rendeu uma indicação ao Grande Otelo de Melhor Atriz.

## Biografia
Nascida no Rio de Janeiro, aos 10 anos, foi levada pela prima Maísa, que estava começando a namorar seu irmão mais velho, para assistir Capitães da Areia, e decidiu que queria atuar. Em 1982, inscreveu-se no curso para atores do Teatro Tablado, dirigido por Maria Clara Machado, e teve como professores Carlos Wilson (Damião), diretor de Capitães de Areia, e a atriz Louise Cardoso.

## Carreira
No final do ano de 1982, fez sua primeira encenação ao participar da montagem de Os Doze Trabalhos de Hércules, de Monteiro Lobato. Através desse trabalho, chamou a atenção do diretor Dennis Carvalho, que assistiu à peça, e a convidou para viver Dóris Cantomaia na novela Eu Prometo. Aos 16 anos, em 1983, Malu estreou na TV Globo, sendo esta a única emissora de televisão aberta para a qual presta trabalhos até os dias atuais. Em 1984, participou da novela Corpo a Corpo, tendo feito par romântico com o ator Lauro Corona. Em 1985, despontou em Ti Ti Ti, como Wal, filha do costureiro Jacques Léclair, interpretado por Reginaldo Faria. Do grande público ficou conhecida aos dezenove anos, como protagonista da minissérie Anos Dourados, de Gilberto Braga, sucesso de audiência da Rede Globo, em 1986. Com esse trabalho, Malu tornou-se uma das atrizes favoritas do autor, repetindo a parceria em várias outras produções de sucesso da emissora. Foi também através da minissérie que conheceu o ator Taumaturgo Ferreira, que viria a ser seu marido, e a atriz Isabela Garcia, que se tornaria uma de suas melhores amigas. No mesmo ano, estreou no cinema em Rock Estrela.
Em 1987, trabalhou em O Outro, interpretando Glorinha da Abolição, uma ex-menina de rua. No ano seguinte, protagonizou sua primeira novela, Fera Radical. Na trama, sua personagem  —  Cláudia  —  buscava se vingar do extermínio de sua família, ocorrido quando ainda era uma criança. Após a novela, mudou-se para São Paulo e fez a sua estreia no teatro profissional, encenando Dores de Amores.
Outros filmes e novelas vieram em seguida, mas, com o tempo, passou a ser mais exigente na escolha de seus papéis. Em 1989, protagonizou a novela Top Model, vivendo a modelo Duda, uma menina pobre que é descoberta e guindada à condição de Top Model e, em 1991, viveu a protagonista de O Dono do Mundo, quando encarnou a ingênua Márcia. Na trama, sua personagem é seduzida pelo cirurgião plástico Felipe, de Antonio Fagundes, que apostara com um amigo que teria relações amorosas com ela, no dia do seu casamento, antes do marido.

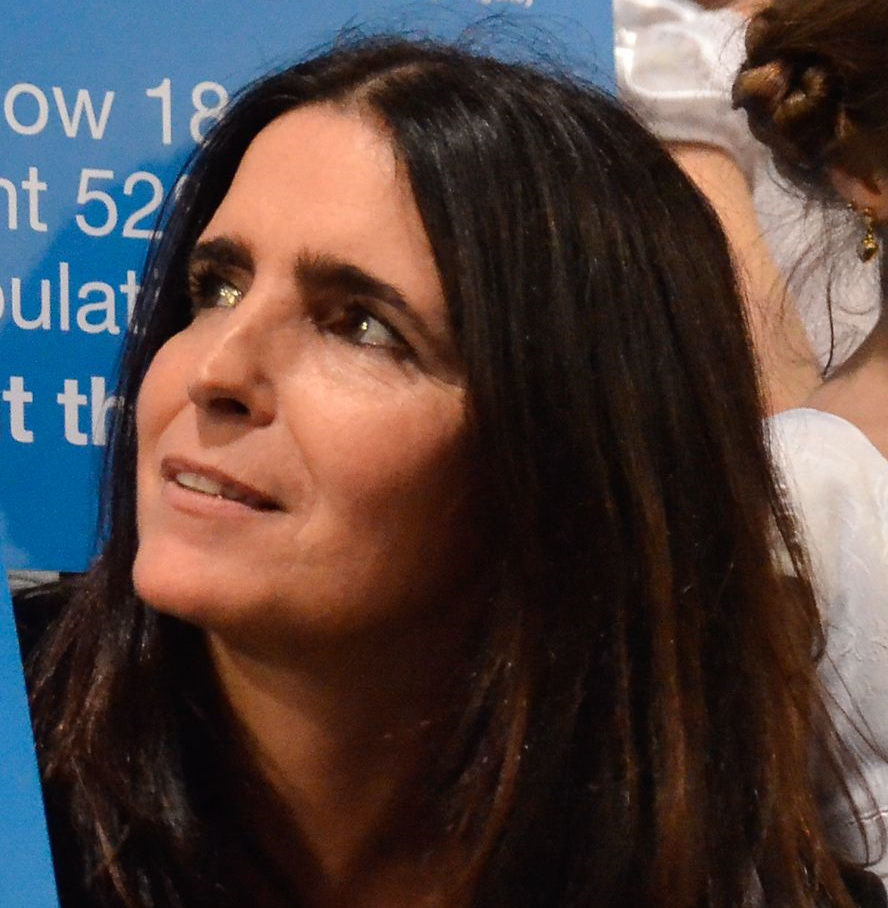
Durante o evento para marcar o Dia Mundial do Refugiado (celebrado em 20 de junho), no Espaço Cultural do Trem do Corcovado, no Cosme Velho.

Em 1992, integrou o elenco da minissérie Anos Rebeldes, ambientada no Rio de Janeiro durante a ditadura militar, e que tinha como pano de fundo o movimento estudantil. Posterior a esse trabalho, foi convidada a protagonizar mais uma novela, O Mapa da Mina. Porém, cansada de papéis de mocinha, a atriz pediu para viver Wanda, uma moça simples, sensualíssima, desbocada e nem tão politicamente correta quanto Elisa. Carla Marins, que viveria Wanda, topou trocar de papel, porque também queria um papel que representasse um novo desafio em sua carreira. Ainda nesse ano, encenou o espetáculo Vestido de Noiva, no cinquentenário da peça, onde dividiu o palco com os também atores Tuca Andrada e Luciana Braga. A peça foi um sucesso de crítica e público.[carece de fontes?]
Em 1995, a atriz dá à luz seu primeiro filho. A partir dai, surge o primeiro período sabático de sua carreira. Pelos próximos seis anos dedicaria-se mais a família, limitando-se somente a participações em seriados e minisséries. Em 1996, fez parte do elenco fixo da série A Vida Como Ela É, além de ter participado de alguns episódios da série A Comédia da Vida Privada, ambos exibidos dentro do dominical Fantástico. Depois, em 1997, protagonizou o seriado A Justiceira, no papel de Diana, uma ex-policial que tem o filho sequestrado por traficantes de armas e resolve agir contra a criminalidade, ingressando em uma organização internacional. O seriado foi criado para ter 32 episódios, mas a atriz engravidou durante o programa, e a produção teve que ser reduzida a somente 12 episódios. Por fim, em 1998, atuou na minissérie Labirinto, como a prostituta Paula Lee.
Da parceria com o autor Gilberto Braga, de quem a atriz é muito amiga, surgiram vários trabalhos importantes, como Força de um Desejo, novela que foi um grande sucesso de crítica em 1999 e que rendeu à Malu vários elogios por seu desempenho como a bela e determinada cortesã Ester Delamare, e também a novela Celebridade, em que Malu interpretou a empresária Maria Clara Diniz, em 2003. Celebridade foi escrita especialmente para Malu, em comemoração aos seus vinte anos de carreira.
Em 2007, Malu e Gilberto iriam trabalhar pela oitava vez na novela Paraíso Tropical, mas isso acabou não acontecendo. O autor declarou que essa foi uma das novelas que ele criou a trama sem pensar nos seus atores favoritos, o contrário do que havia feito com outras de suas novelas, e não viu nenhum papel que se adequasse a Malu. Nesse mesmo ano, integrou o elenco da novela Eterna Magia, interpretando uma vilã, a pianista Eva Sullivan. No mesmo ano, foi diretora, junto a Mini Kerti, do documentário Contratempo, longa-metragem que conta a história de um grupo de músicos de favelas do Rio de Janeiro. O filme foi premiado e viajou para vários festivais no Brasil e no exterior.
Em 2008, estreou como diretora em Essa História Dava Um Filme, programa do canal pago Multishow, que na verdade trata-se de uma mistura de reality, ficção, documentário e making of, mostrando o processo de produção do curta-metragem desde as reuniões de pauta até as filmagens. O curta produzido por Malu foi inspirado em um caso verídico que aconteceu com o ator Thiago Lacerda. Além de Thiago, a história contou também com a participação da atriz Daisy Lúcidi. Também atuou no projeto Se Não Fosse o Onofre, dirigido por sua sobrinha Erika Mader, em que interpreta a mãe de Zé, vivido por seu filho caçula. Em 2010 gravou a refilmagem da novela Ti Ti Ti, de Cassiano Cabus Mendes, reescrita por Maria Adelaide Amaral e dirigida por Jorge Fernando.
Em 2013, volta à televisão na novela das sete, Sangue Bom de Maria Adelaide Amaral e Vincent Villari interpretando Rosemere. Anos depois, faz estágio como assistente de direção da emissora, porém é convocada para voltar às novelas, interpretando a arquiteta falida Rebeca Rocha de La Fuente em Haja Coração.
No cinema, atuou em filmes que marcaram a década de 1980: Dedé Mamata e Feliz Ano Velho, ambos de 1988. Em 1999, acompanhando o renascimento do cinema nacional, fez Mauá — O Imperador e o Rei. Em 2002, interpretou uma prostituta no filme O Invasor. Já havia interpretado um papel semelhante no ano anterior, quando protagonizou o filme Bellini e a Esfinge, baseado no livro de Tony Bellotto. Também fez participações memoráveis em Sexo, Amor e Traição, Brasília 18%, Podecrer! e Sexo com Amor?.

## Vida pessoal

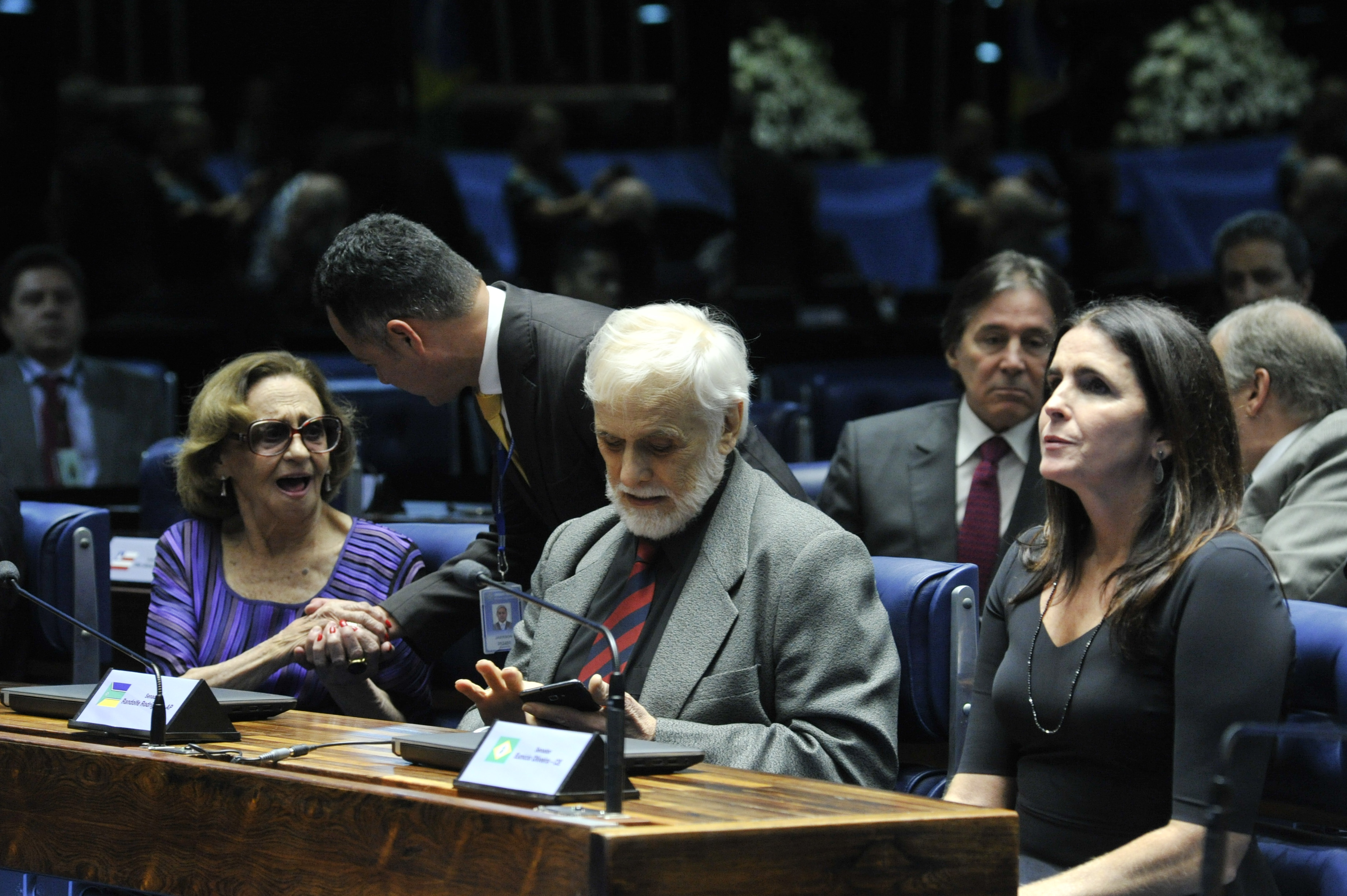
Laura Cardoso, Francisco Cuoco e Malu Mader no plenário do Senado Federal durante sessão especial para comemorar o cinquentenário das atividades da TV Globo.

Filha de um coronel do exército brasileiro, Rubens Tramujas Mäder (que cede seu nome à rodovia RJ-163, que vai a Penedo) e de uma assistente social, Ângela Maria da Silveira, a atriz possui ascendência libanesa.
É casada desde 1990 com o músico, apresentador e escritor Tony Bellotto, que integra o conjunto de rock Titãs. A atriz Betty Gofman foi quem mediou a formação do casal. Da união, nasceram dois filhos, João Mäder Bellotto, nascido em 14 de maio de 1995, no dia das mães, e Antonio Mäder Bellotto, nascido em 1 de setembro de 1997.
Em fevereiro de 2002, ao falar para a revista Marie Claire, Malu admitiu não acreditar que "alguém tenha criado tudo, que está nos olhando" o tempo todo. "Falo 'graças a Deus', 'vai com Deus', como uma maneira de desejar o bem". Ela se considera ateísta.
Foi sondada por várias vezes para posar nua para a revista Playboy, e recusou todos os convites. Na última foi oferecido um milhão de reais.

## Filmografia

### Televisão
| Ano  | Trabalho/Obra               | Personagem                                | Nota                                  |
| ---- | --------------------------- | ----------------------------------------- | ------------------------------------- |
| 1983 | Eu Prometo                  | Dóris Ribeiro Cantomaia                   |                                       |
| 1984 | Caso Verdade                | Marcinha                                  | Episódio: "Começando a Vida"          |
| 1984 | Corpo a Corpo               | Beatriz Fraga Dantas Motta (Bia)          |                                       |
| 1985 | Ti Ti Ti                    | Walkíria Spina (Wal)                      |                                       |
| 1986 | Anos Dourados               | Maria de Lourdes Carneiro (Lurdinha)      |                                       |
| 1987 | O Outro                     | Glória da Abolição (Glorinha)             |                                       |
| 1988 | Fera Radical                | Cláudia da Silva / Cláudia Esteves Borges |                                       |
| 1989 | Top Model                   | Maria Eduarda Pinheiro (Duda)             |                                       |
| 1991 | O Dono do Mundo             | Márcia Nogueira                           |                                       |
| 1992 | Anos Rebeldes               | Maria Lúcia Damasceno                     |                                       |
| 1993 | O Mapa da Mina              | Wanda Machado                             |                                       |
| 1993 | Sex Appeal                  | Ela mesma                                 | Episódio: "23 de junho"               |
| 1994 | Caso Especial               | Bia                                       | Episódio: "A Comédia da Vida Privada" |
| 1996 | A Comédia da Vida Privada   | Beatriz / Clara                           | Episódio: "Mulheres"                  |
| 1996 | A Vida Como Ela é...        | Vários personagens                        |                                       |
| 1997 | A Justiceira                | Diana Maciek                              |                                       |
| 1998 | Labirinto                   | Detetive Paula Lee / Ângela Bonfim        |                                       |
| 1999 | Força de um Desejo          | Ester Delamare, Baronesa de Sobral        |                                       |
| 2001 | Brava Gente                 | Delourdes                                 | Episódio: "Dia de Visita"             |
| 2001 | Brava Gente                 | Patsy                                     | Episódio: "Triângulo Escaleno"        |
| 2001 | Sítio do Picapau Amarelo    | Cuca / Malu Mader (falsa)                 | Episódio: "A Festa da Cuca"           |
| 2001 | Os Normais                  | Paula                                     | Episódio: "Um Sábado Normal"          |
| 2003 | Celebridade                 | Maria Clara Mello Diniz                   |                                       |
| 2004 | A Grande Família            | Ela mesma                                 | Episódio: "Vou de Táxi"               |
| 2007 | Eterna Magia                | Eva O'Brian Sullivan                      |                                       |
| 2008 | Guerra e Paz                | Sônia                                     | Episódio: "Cães & Gatos"              |
| 2009 | Zorra Total                 | Ela mesma                                 | Quadro: "Rosto a Rosto"               |
| 2009 | A Turma do Didi             | Ela mesma                                 | Episódio: "8 de novembro"             |
| 2010 | Ti Ti Ti                    | Suzana Martins                            |                                       |
| 2012 | Casseta & Planeta Vai Fundo | Tenenta                                   | Episódio: "28 de maio"                |
| 2013 | Sangue Bom                  | Rosemere Moreira                          |                                       |
| 2016 | Haja Coração                | Rebeca Rocha de la Fuente                 |                                       |
| 2017 | Segredos de Justiça         | Ana                                       | Episódio: "Mas Eu Amo Aquele Homem"   |
| 2018 | Tempo de Amar               | Ester Delamare, Baronesa de Sobral        | Episódio: "26 de janeiro"             |
| 2018 | Malhação: Vidas Brasileiras | Melissa Kavaco                            | Episódios: "14–21 de março"           |
| 2018 | Valentins                   | Dr.ª Ângela                               | Episódio: "Uma Nova Ameaça"           |
| 2022 | Não Foi Minha Culpa         | Promotora Isabela                         | Episódio: "Joana"                     |
| 2023 | Mila no Multiverso          | Elis Amorim                               |                                       |
| 2023 | How To Be a Carioca         | Solange                                   |                                       |
| 2024 | Renascer                    | Aurora Guimarães Loureiro                 | Episódios: "9 de julho–3 de setembro" |

### Cinema
| Ano  | Trabalho/Obra                   | Personagem                    | Nota                       |
| ---- | ------------------------------- | ----------------------------- | -------------------------- |
| 1986 | Rock Estrela                    | Graziela                      |                            |
| 1986 | A Espera                        | Sílvia                        | Curta-metragem             |
| 1987 | Feliz ano velho                 | Ana/Angela                    |                            |
| 1988 | Dedé Mamata                     | Lena                          |                            |
| 1999 | Mauá — O Imperador e o Rei      | Maria Joaquina de Sousa (May) |                            |
| 2000 | Dinossauro                      | Neera (voz)                   | Dublagem                   |
| 2001 | O Invasor                       | Cláudia/Fernanda              | também produtora associada |
| 2001 | Bellini e a Esfinge             | Fátima                        | também produtora associada |
| 2001 | Dia de Visita                   | —                             | Curta-metragem             |
| 2002 | Zico                            | Ela mesma                     | Documentário               |
| 2004 | Sexo, Amor e Traição            | Ana                           |                            |
| 2006 | Brasília 18%                    | Georgesand Romero             |                            |
| 2007 | Pode Crer!                      | Mãe de Carol                  |                            |
| 2007 | O Tablado e Maria Clara Machado | Ela mesma                     | Documentário               |
| 2008 | Sexo com Amor?                  | Paula                         |                            |
| 2008 | Casa da Mãe Joana               | Laura                         |                            |
| 2008 | Se Não Fosse o Onofre...        | Mãe do Zé                     | Curta-metragem             |
| 2019 | Primeiros Amigos                | Gisele                        |                            |
| 2020 | Boca de Ouro                    | Guigi                         | [ 45 ]                     |
| 2021 | Turma da Mônica: Lições         | Professora Vânia              |                            |

## Teatro
| Ano  | Título                        | Personagem |
| ---- | ----------------------------- | ---------- |
| 1981 | Os Doze Trabalhos de Hércules | Narizinho  |
| 1989 | Dores de Amores               |            |
| 1993 | Vestido de Noiva              | Alaíde     |

## Parte Técnica
| Ano  | Título                      | Cargo                 | Nota           |
| ---- | --------------------------- | --------------------- | -------------- |
| 2008 | Essa História Dava um Filme | Diretora              | 1 episódio     |
| 2008 | Contratempo                 | Diretora              | Longa-metragem |
| 2014 | O Rebu                      | Assistente de direção | Telenovela     |

## Prêmios e indicações
| Ano  | Prêmio                              | Categoria                           | Nomeações               | Resultado |
| ---- | ----------------------------------- | ----------------------------------- | ----------------------- | --------- |
| 1986 | Troféu Imprensa                     | Melhor Atriz                        | Ti Ti Ti                | Indicada  |
| 1992 | Troféu Imprensa                     | Melhor Atriz                        | O Dono do Mundo         | Indicado  |
| 1999 | Melhores do Ano                     | Melhor Atriz                        | Força de um Desejo      | Venceu    |
| 2000 | Troféu Imprensa                     | Melhor Atriz                        | Força de um Desejo      | Indicada  |
| 2002 | Brazilian Film Festival of Miami    | Melhor Atriz Coadjuvante            | Bellini e a Esfinge     | Venceu    |
| 2003 | Prêmio Guarani de Cinema Brasileiro | Melhor Atriz Coadjuvante            | Bellini e a Esfinge     | Indicada  |
| 2003 | Grande Prêmio do Cinema Brasileiro  | Melhor Atriz Coadjuvante            | O Invasor               | Indicada  |
| 2004 | Prêmio Contigo! de TV               | Melhor Atriz                        | Celebridade             | Indicada  |
| 2004 | Prêmio Austregésilo de Athayde      | Melhor Atriz                        | Celebridade             | Venceu    |
| 2005 | Blockbuster Entertainment Awards    | Melhor Atriz de Drama               | Bellini e a Esfinge     | Indicada  |
| 2007 | Prêmio Contigo! de Cinema Nacional  | Melhor Atriz Coadjuvante            | Brasília 18%            | Indicada  |
| 2009 | Los Angeles Brazilian Film Festival | Melhor Documentário                 | Contratempo             | Venceu    |
| 2009 | Prêmio Contigo! de Cinema Nacional  | Melhor Direção de Documentário      | Contratempo             | Indicada  |
| 2017 | Troféu Nelson Rodrigues             | Artes Cênicas                       | Vestido de Noiva        | Venceu    |
| 2019 | Brazilian Film Festival of Miami    | Melhor Atriz                        | Boca de Ouro            | Indicada  |
| 2021 | Festival SESC Melhores Filmes       | Melhor Atriz Nacional               | Boca de Ouro            | Indicado  |
| 2021 | Grande Prêmio do Cinema Brasileiro  | Melhor Atriz                        | Boca de Ouro            | Indicada  |
| 2022 | Festival SESC Melhores Filmes       | Melhor Atriz Nacional               | Turma da Mônica: Lições | Indicada  |
| 2023 | Premios Produ                       | Melhor Atriz Principal - Série Ação | Mila no Multiverso      | Pendente  |
| 2024 | Melhores do Ano - Duh Secco         | Melhor Participação Especial        | Renascer                | Pendente  |